# ボグナー・リージス・タウンFC
ボグナー・リージス・タウン・フットボール・クラブ（Bognor Regis Town Football Club）はイングランド・ウェストサセックス州・ボグナー・リージスを本拠地とするサッカークラブチームである。2021-2022シーズンはイスミアンフットボールリーグ・プレミアディヴィジョン（7部相当）に所属。

## タイトル

### 国内タイトル
- サセックス・カウンティリーグ・ディヴィジョン2:1回

1970-1971
- サセックス・カウンティリーグ・ディヴィジョン1:1回

1971-1972

### 国際タイトル
- なし

## 歴代所属選手
- トミー・エルフィック（2005）
- ポール・ジョーンズ（2007-2008）
- グラント・ホール (2010)